# Anita Hill
Anita Faye Hill (Lone Tree, 30 luglio 1956) è un'avvocata e docente statunitense.
È una docente universitaria di politica sociale, di legge e di studi femminili alla Brandeis University e un membro della Brandeis Heller School for Social Policy and Management. È diventata nota a livello nazionale nel 1991, quando ha accusato il candidato della Corte suprema degli Stati Uniti d'America Clarence Thomas, il suo supervisore al Dipartimento dell'Istruzione degli Stati Uniti e alla Commissione per le pari opportunità di lavoro, di molestie sessuali.

## Biografia

### Infanzia
Anita Hill è nata in una famiglia di contadini di Lone Tree in Oklahoma, era la più giovane dei 13 figli di Albert ed Erma Hill. La sua famiglia era originaria dell'Arkansas, dove suo nonno materno, Henry Eliot, e tutti i suoi bisnonni erano nati in schiavitù. Hill è stata istruita alla fede battista.
Dopo essersi diplomata come valedictorian presso la Morris High School in Oklahoma, si è iscritta alla Oklahoma State University-Stillwater e ha ricevuto un bachelor's degree con lode in psicologia nel 1977. Ha poi frequentato la Yale Law School, conseguendo la laurea con lode nel 1980.
È stata ammessa al barreau del Distretto di Columbia nel 1980 e ha cominciato la sua carriera legale come associata allo studio Wald, Harkrader & Ross di Washington. Nel 1981, è diventata consulente legale di Clarence Thomas, che all'epoca era l'assistente segretario dell'Ufficio per i diritti civili del Dipartimento dell'Educazione degli Stati Uniti. Quando nel 1982 Thomas divenne presidente della U.S.S. Equal Employment Opportunity Commission (EEOC), Hill continuò a lavorare come sua assistente, lasciando il lavoro nel 1983.
Hill è poi diventata assistente universitaria presso la O. W. Coburn School of Law della Oral Roberts University dove ha insegnato dal 1983 al 1986, quando è entrata alla facoltà di legge dell'Università dell'Oklahoma dove ha insegnato diritto commerciale e contrattualistica.

### Accusa di molestie sessuali verso Clarence Thomas
Nel 1991, il presidente George H. W. Bush ha nominato Clarence Thomas, un giudice federale, in sostituzione del giudice Thurgood Marshall che si era ritirato. Le udienze al Senato di conferma sono state inizialmente concluse con la presentazione del suo buon carattere come principale qualifica, poiché Thomas era stato giudice solo per poco più di un anno. C'era stata poca opposizione alla nomina di Thomas e la sua conferma sembrava assicurata fino a quando la notizia di un interrogatorio privato di Hill condotto dall'FBI è trapelata alla stampa. Le udienze sono state poi riaperte e Hill è stata chiamata a testimoniare pubblicamente. Hill ha detto, nelle udienze televisive dell'ottobre 1991, che Thomas l'aveva molestata sessualmente mentre era il suo supervisore presso il Dipartimento dell'Educazione e l'EEOC. Quando le fu chiesto perché avesse seguito Thomas al secondo lavoro dopo che lui l'aveva già presumibilmente molestata, lei disse che lavorare in una posizione di prestigio nel campo dei diritti civili era stata la sua ambizione. La posizione era abbastanza attraente da impedirle di tornare a esercitare la professione privata con il suo studio precedente. Si rese conto solo più tardi nella sua vita che questa ambiziosa impresa era un pessimo giudizio e spiegò anche che a quel tempo, sembrava che le iniziative sessuale fossero terminate.
Secondo Hill, Thomas le ha chiesto più volte di uscire insieme durante i suoi due anni come sua assistente e, dopo che lei ha respinto le sue richieste, ha sfruttato le situazioni di lavoro per parlare di argomenti sessuali. "Ha parlato di questioni come le donne che fanno sesso con animali e film che mostrano scene di sesso di gruppo o di stupro", ha detto, aggiungendo che in diverse occasioni Thomas ha descritto esplicitamente "la sua abilità sessuale" e i dettagli della sua anatomia. Hill ha anche raccontato un caso in cui Thomas ha esaminato una lattina di Coca-Cola sulla sua scrivania e ha chiesto: "Chi ha messo i peli pubici sulla mia Coca-Cola?". Durante l'udienza, il senatore repubblicano Orrin Hatch ha implicitamente affermato che "Hill stava lavorando in tandem con esperti avvocati e gruppi di interesse intenzionati a distruggere le possibilità di Thomas di arrivare alla corte". Thomas ha detto di considerare Hill un'amica che aveva aiutato in ogni momento e quindi le accuse di molestie provenienti da lei erano particolarmente dolorose e ha detto: "Ho perso la convinzione che se avessi fatto del mio meglio, tutto sarebbe andato per il meglio".
Quattro testimoni femminili avrebbero atteso in aula per supportare la credibilità di Hill ma non sono state chiamate, a causa di ciò il Los Angeles Times ha parlato di un accordo privato e di compromesso tra i repubblicani e il presidente della commissione giudiziaria del Senato, il democratico Joe Biden. Secondo la rivista Time, una delle testimoni, Angela Wright, potrebbe non essere stata considerata credibile sulla questione delle molestie sessuali perché era stata licenziata dall'EEOC da Thomas.
Hill ha accettato di fare un test della macchina della verità. Mentre i senatori e altre autorità hanno sottolineato che i risultati del test della macchina della verità non sono affidabili e sono inammissibili in tribunale, i risultati di Hill hanno confermato le sue dichiarazioni. Thomas non ha fatto il test. Ha smentito con veemenza, dicendo di essere stato sottoposto a un "linciaggio ad alta tecnologia per neri arroganti" da parte di liberali bianchi che stavano cercando di impedire a un conservatore nero di occupare un seggio alla Corte Suprema. Dopo un lungo dibattito, il Senato degli Stati Uniti ha confermato Thomas alla Corte Suprema con un voto di 52-48, il margine più ristretto dal XIX secolo.
I sostenitori di Thomas hanno messo in dubbio la credibilità di Hill, affermando che era delirante o che era stata rifiutata, il che l'ha portata a cercare vendetta. Hanno citato il ritardo di dieci anni tra il presunto comportamento di Thomas e le accuse di Hill e hanno notato che Hill aveva seguito Thomas in un secondo lavoro e più tardi ha avuto contatti personali con Thomas, tra cui un passaggio ad un aeroporto, comportamento che secondo loro sarebbe inspiegabile se le accuse di Hill fossero vere. Hill ha risposto che si era fatta avanti perché sentiva l'obbligo di condividere informazioni sul carattere e le azioni di una persona che era stata presa in considerazione per la Corte Suprema. Ha testimoniato che dopo aver lasciato l'EEOC, aveva avuto due conversazioni telefoniche "irrilevanti" con Thomas e l'aveva visto personalmente in due occasioni, una volta per ottenere una referenza di lavoro e la seconda volta quando ha fatto un'apparizione pubblica in Oklahoma dove lei insegnava.
I dubbi sulla fondatezza della testimonianza di Hill durarono a lungo dopo che Thomas ottenne il suo posto alla Corte. Essi sono stati favoriti dall'autore per American Spectator David Brock nel suo libro del 1993 The Real Anita Hill, anche se in seguito ha ritrattato le affermazioni che aveva fatto, descritto nel suo libro come "assassinio del personaggio", e si è scusato con Hill. Dopo aver intervistato un certo numero di donne che sostenevano che Thomas le avesse spesso sottoposte a commenti sessualmente espliciti, i giornalisti del Wall Street Journal Jane Mayer e Jill Abramson scrissero un libro che giungeva alla conclusione che Thomas aveva mentito durante il suo iter di conferma. Richard Lacayo nella sua recensione del libro del 1994 per Time ha osservato, tuttavia, che "il loro libro non conferma completamente questa conclusione". Nel 2007, Kevin Merida, coautore di un altro libro su Thomas, ha osservato che quello che è successo tra Thomas e Hill era "alla fine inconoscibile" da altri, ma che era chiaro che "uno di loro ha mentito, punto". Nel 2007 Neil Lewis del The New York Times ha osservato che, "fino ad oggi, ogni parte nell'epica disputa ha i suoi inamovibili credenti".
Nel 2007, Thomas ha pubblicato la sua autobiografia, My Grandfather's Son, in cui ha ripensato alla controversia, definendo Hill la sua "'avversaria più traditrice" e dicendo che i liberali favorevoli all'aborto, che temevano che avrebbe votato per rovesciare la sentenza Roe contro Wade se si fosse insediato presso la Corte Suprema, hanno usato lo scandalo contro di lui. Ha descritto Hill come suscettibile e incline a reagire in modo eccessivo e il suo lavoro all'EEOC come mediocre. Ha riconosciuto che altri tre ex dipendenti dell'EEOC avevano sostenuto la storia di Hill ma ha detto che tutti hanno lasciato l'agenzia in rapporti pessimi. Ha anche scritto che Hill "era una persona di sinistra che non aveva mai espresso alcun sentimento religioso e l'unica ragione per cui aveva avuto un lavoro nell'amministrazione Reagan era perché gliel'avevo dato io". Hill ha negato le accuse in un op-ed sul The New York Times dicendo che non voleva "stare in silenzio e permettere al giudice Thomas, nella sua rabbia, di reinventarmi".
Nell'ottobre 2010, la moglie di Thomas, Virginia, un'attivista conservatrice, ha lasciato un messaggio vocale all'ufficio di Hill chiedendole di scusarsi per la sua testimonianza del 1991. Hill inizialmente credeva che la chiamata fosse una truffa e ha riferito la faccenda alla polizia del campus della Brandeis University che ha allertato l'FBI. Dopo essere stata informata che la chiamata proveniva effettivamente da Virginia Thomas, Hill disse ai media che non credeva che il messaggio fosse destinato ad essere conciliante e disse: "Ho testimoniato sinceramente della mia esperienza e sono in linea con quella testimonianza". Virginia Thomas rispose che la chiamata voleva essere un "ramo d'ulivo".

#### Effetti
Poco dopo le audizioni di conferma di Thomas, il presidente George H. W. Bush ha abbandonato la sua opposizione a un disegno di legge che dava alle vittime di molestie il diritto di chiedere federalmente il risarcimento dei danni, la restituzione del salario e la reintegrazione e la legge è stata approvata dal Congresso. Un anno dopo le denunce di molestie presentate all'EEOC sono aumentate del 50% e l'opinione pubblica si è spostata a favore di Hill. Le aziende hanno anche iniziato programmi di formazione per scoraggiare le molestie sessuali. Quando la giornalista Cinny Kennard chiese a Hill nel 1991 se avesse di nuovo testimoniato contro Thomas, Hill rispose: "Non sono sicura che avrei potuto vivere con me stessa se avessi risposto a quelle domande in modo diverso".
Il modo in cui la Commissione giudiziaria del Senato ha contestato e respinto le accuse di molestie sessuali di Hill ha fatto arrabbiare le politiche e le avvocate. Secondo la rappresentante del Congresso Eleanor Holmes Norton il trattamento di Hill da parte della commissione ha contribuito al gran numero di donne elette al Congresso nel 1992. "Le donne sono andate alle urne con l'idea che bisognasse avere più donne al Congresso", ha detto. Nella loro antologia, All the Women Are White, All the Blacks Are Men, but Some of Us Are Brave, i curatori Gloria T. Hull, Patricia Bell-Scott e Barbara Smith hanno descritto le femministe nere che si sono mobilitate in "una notevole risposta nazionale al caso di Anita Hill-Clarence Thomas".
Nel 1992, un gruppo femminista ha iniziato una campagna di raccolta fondi a livello nazionale e poi ha ottenuto fondi statali per finanziare una cattedra presso il College of Law della Università dell'Oklahoma in onore di Hill. I parlamentari conservatori dello stato dell'Oklahoma hanno reagito chiedendo le dimissioni di Hill dall'università per poi introdurre un disegno di legge che vietava all'università di accettare donazioni da parte di residenti non appartenenti allo stato e infine cercando di approvare una legge per chiudere la facoltà di legge. Elmer Zinn Million, un attivista locale, ha paragonato Hill a Lee Harvey Oswald, l'assassino del presidente Kennedy. Alcuni funzionari dell'università hanno tentato di revocare il posto di Hill. Dopo cinque anni di pressioni, Hill si è dimessa. La Law School della Università dell'Oklahoma ha definanziato la cattedra di Anita F. Hill nel maggio 1999, senza che il posto fosse mai stato occupato.

### Carriera successiva

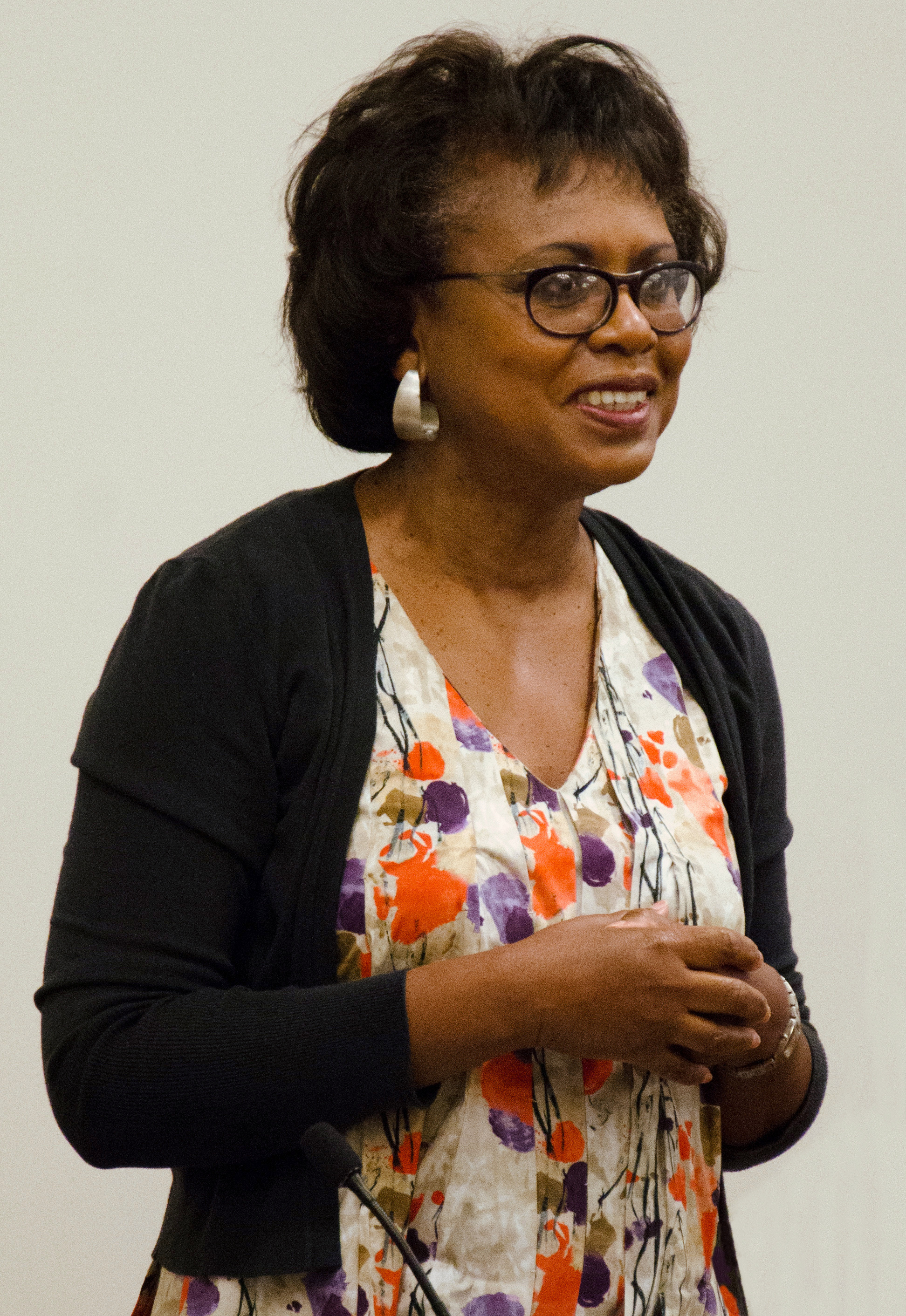
Hill nel 2014, intervenendo alla Harvard Law School

Hill ha continuato a insegnare all'Università dell'Oklahoma, anche se ha trascorso due anni come visiting professor in California. Ha rassegnato le dimissioni nell'ottobre 1996 terminando il suo ultimo semestre di insegnamento, in cui ha tenuto un seminario per la scuola di legge sui diritti civili. A suo nome è stata istituita una cattedra di diritto, ma in seguito è stata definanziata senza mai essere stata ricoperta.
Hill ha accettato un posto come visiting scholar presso l'Institute for the Study of Social Change alla Università della California - Berkeley nel gennaio 1997 ma si è presto unita alla facoltà di Brandeis University, prima presso il Women's Studies Program, per poi passare alla Heller School for Social Policy and Management. Nel 2011 ha inoltre ricoperto una posizione legale presso il gruppo Civil Rights & Employment Practice dello studio legale Cohen Milstein Sellers & Toll.
Nel corso degli anni, Hill ha commentato le questioni di genere e di razza nei programmi televisivi nazionali, tra cui 60 Minutes, Face the Nation e Meet the Press. È stata una relatrice sul tema del diritto commerciale e dei diritti delle donne e delle razze. È stata anche autrice di articoli pubblicati sul The New York Times e su Newsweek e ha contribuito a numerose pubblicazioni scientifiche e giuridiche nei settori del diritto commerciale internazionale, della bancarotta e dei diritti civili.
Nel 1995 Hill ha co-curato con Emma Coleman Jordan Race, Gender and Power in America: The Legacy of the Hill-Thomas Hearings. Nel 1997 Hill ha pubblicato la sua autobiografia, Speaking Truth to Power, in cui racconta il suo ruolo nella controversa conferma di Clarence Thomas e scrive che la creazione di una società migliore era stata la forza motivante della sua vita. Ha contribuito con l'articolo The Nature of the Beast: Sexual Harassment all'antologia del 2003 Sisterhood Is Forever: The Women's Anthology for a New Millennium, a cura di Robin Morgan. Nel 2011 Hill ha pubblicato il suo secondo libro Reimagining Equality: Stories of Gender, Race, and Finding Home, che si concentra sulla crisi dei mutui sub-prime che ha portato al pignoramento di molte case di proprietà di afro-americani. Auspica una nuova comprensione dell'importanza di una casa e del suo posto nel sogno americano. Il 26 marzo 2015 il consiglio di amministrazione di Brandeis ha votato all'unanimità per riconoscere Hill con una promozione a professore universitario privato di politica sociale, diritto e studi sulle donne.
Il 16 dicembre 2017 è stata costituita la Commissione per le molestie sessuali e la promozione dell'uguaglianza sul posto di lavoro che ha nominato Hill a dirigere le accuse contro le molestie sessuali nell'industria dello spettacolo. La nuova iniziativa è stata guidata dalla copresidente della Nike Foundation Maria Eitel, la venture capitalist Freada Kapor Klein, la presidente della Lucasfilm Kathleen Kennedy e la talent attorney Nina Shaw. Nel settembre 2018, Hill scrisse un op-ed sul The New York Times riguardo alle accuse di aggressione sessuale fatte da Christine Blasey Ford durante la nomina alla Corte Suprema di Brett Kavanaugh. L'8 novembre 2018 Anita Hill è intervenuta all'evento della USC Dornsife: From Social Movement to Social Impact: Putting an End to Sexual Harrasment in the Workplace.

## Nella cultura di massa
- Nel 1999, Ernest Dickerson ha diretto Strange Justice, un film basato sulla controversia Anita Hill-Clarence Thomas.
- Il suo caso ha ispirato anche l'episodio di Law & Order del 1994 Virtue, su una giovane avvocata che si sente sotto pressione per andare a letto con il suo supervisore del suo studio legale.[52]
- Hill è stato il soggetto del documentario del 2013 Anita della regista Freida Lee Mock, che descrive la sua esperienza durante lo scandalo Clarence Thomas.[53][54]
- Hill è stata interpretata dall'attrice Kerry Washington nel film della HBO del 2016 Confirmation - Una donna per la verità (Confirmation).[55]
- Hill è menzionata nella canzone del 1992 Sonic Youth Youth Against Fascism.[56]

## Opere
Il 20 ottobre 1998, Anita Hill ha pubblicato il libro: Speaking Truth to Power. In gran parte del libro approfondisce il suo ruolo nella controversia sulle molestie sessuali e sul suo rapporto professionale con Clarence Thomas. Oltre a questo, fornisce anche uno sguardo su come era la sua vita personale, a partire dalla sua infanzia, passata in Oklahoma, fino alla sua posizione di docente di diritto.
Nel 2011, è stato pubblicato il ssuo secondo libro: Reimagining Equality: Stories of Gender, Race, and Finding Home. In esso discute del rapporto tra la casa e il sogno americano. Espone anche le diseguaglianze di genere, razza e proprietà della casa. Sostiene che la democrazia inclusiva è più importante dei dibattiti sui diritti legali. Usa la sua storia e la storia di altre donne afro-americane come Nannie Helen Burroughs, al fine di rafforzare il suo argomento a favore di una nuova concezione dell'uguaglianza.
Nel 1994 ha scritto un tributo a Thurgood Marshall, il primo giudice della Corte Suprema afro-americano che ha preceduto Clarence Thomas, dal titolo A Tribute to Thurgood Marshall: A Man Who Broke with Tradition on Issues of Race and Gender. In esso prende atto dei contributi di Thurgood ai principi di uguaglianza come giudice e di come il suo lavoro ha influenzato la vita degli afro-americani, in particolare delle donne afro-americane.
Anita Hill è diventata una sostenitrice dei diritti delle donne e del femminismo. Lo si può vedere dal capitolo che ha scritto nel libro Women and Leadership: The State of Play and Strategies for Change. Ha scritto delle donne giudici e del perché, a suo parere, svolgono un ruolo così importante nell'equilibrare il sistema giudiziario. Sostiene che, poiché le donne e gli uomini hanno esperienze di vita, modi di pensare e storie diverse, entrambi sono necessari per un sistema giudiziario equilibrato. Scrive che per creare il miglior sistema giuridico negli Stati Uniti, tutte le persone hanno bisogno della possibilità di essere rappresentate.

## Riconoscimenti
Hill ha ricevuto nel 1992 il premio Women of Achievement dell'American Bar Association's Commission on Women in the Professionnel. È stata inserita nella Oklahoma Women's Hall of Fame nel 1993. Nel 2005, Hill è stata selezionata come borsista della Fondazione Fletcher. Nel 2008 ha ricevuto il premio Louis P. and Evelyn Smith First Amendment dal Ford Hall Forum. Il 7 gennaio 2017, Hill è stata ammessa come membro onorario della sorellanza Zeta Phi Beta in occasione del National Executive Board Meeting di Dallas in Texas. L'anno successivo, Hill ha ricevuto il Master of Laws honoris causa in da parte della Wesleyan University. Fa anche parte del consiglio di amministrazione del Southern Vermont College a Bennington. La sua dichiarazione di apertura alla Commissione Giudiziaria del Senato nel 1991 è stata classificata come 69° nella classifica dei 100 Discorsi del XX secolo della Rhetoric americana.

## Omaggi
- Il Wing di Washington, D.C. ha una cabina telefonica dedicata alla Hill.[66]